# دانشگاه کنکوردیا
دانشگاه کنکوردیا (به انگلیسی: Concordia University) یک دانشگاه تحقیقاتی دولتی در شهر مونرئال واقع در استان کبک کانادا است که در سال ۱۹۷۴ میلادی تأسیس شده‌است. این دانشگاه در کنار مک‌گیل یکی از دو دانشگاه دولتی جامع انگلیسی‌زبان مونترال است که در سال ۲۰۰۷ میلادی از ۳۹٬۳۲۰ دانشجو نام‌نویسی کرد و خود را درمیان بزرگترین دانشگاه‌های کانادا از این لحاظ جای داد.
این دانشگاه دارای دو پردیس به فاصله ۷ کیلومتر از یکدیگر می‌باشد. پردیس سر جورج ویلیام به عنوان اصلی‌ترین مجموعه در مرکز مونترال و پردیس لویولا در حومه شهر قراردارند. این دانشگاه از چهار دانشکده (هنر و علوم، هنرهای زیبا، مدرسه مهندسی و علوم کامپیوتر جینا کودی، و مدرسه کسب‌وکار جان مولسون)، دانشکده مطالعات تکمیلی و مرکز ادامه تحصیل تشکیل شده‌است.